# L'Abergement-Clémenciat
Pour les articles homonymes, voir L'Abergement.
L'Abergement-Clémenciat (prononcé [l‿ a.bɛʁ.ʒə.mɑ̃.kle.mɑ̃.sja]) est une commune française, située dans le département de l'Ain en région Auvergne-Rhône-Alpes.
La commune résulte de la fusion des deux anciennes paroisses de L'Abergement et de Clémenciat en 1857, anciennes communes rattachées à Châtillon-sur-Chalaronne durant la Révolution française.

## Géographie
Située entre Bresse et Dombes, à une altitude variant entre 206 et 272 mètres, la commune de l'Abergement-Clémenciat, d'une superficie de 1 596 ha, est située à 5,5 km de Châtillon-sur-Chalaronne et à 11 km de Thoissey. Elle est située à proximité de villes moyennes telles que Belleville (20,5 km), Mâcon (24 km), Bourg-en-Bresse (26,5 km) et Villefranche-sur-Saône. Les grandes villes les plus proches sont Lyon et Genève.

### Points extrêmes
- Nord : Les Calles, 46° 11′ 02″ N, 4° 55′ 39″ E
- Est : La Moussière, 46° 09′ 12″ N, 4° 57′ 30″ E
- Sud : La Fraize, 46° 07′ 10″ N, 4° 55′ 49″ E
- Ouest : Bois des Plats, 46° 09′ 29″ N, 4° 54′ 10″ E

### Hydrographie

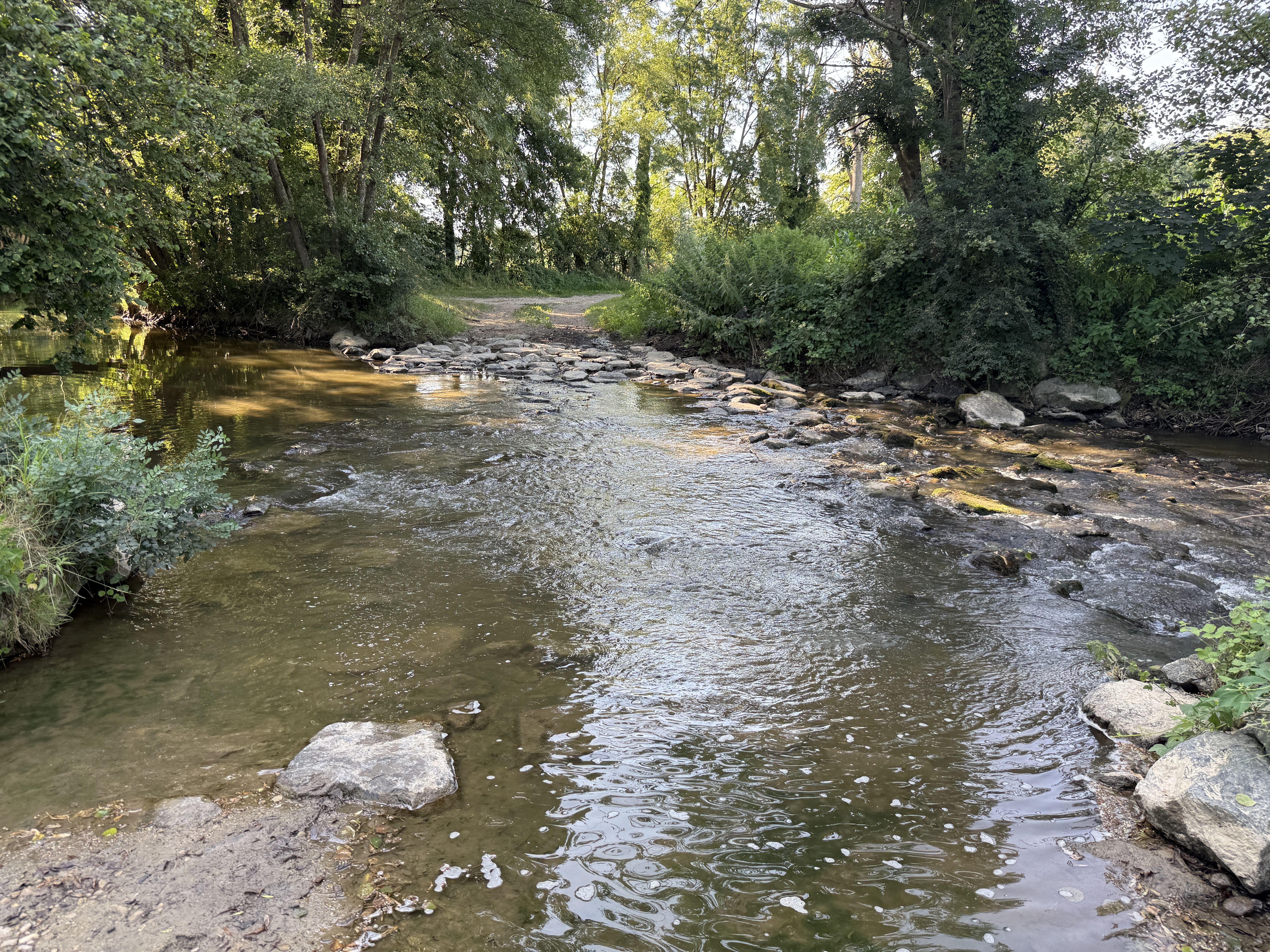
La Chalaronne.

- La Chalaronne traverse le sud de la commune vers le hameau de Clémencia.
- La Glenne prend sa source au nord du village et forme une frontière avec Illiat. Il se jette dans la Chalaronne à Saint-Étienne-sur-Chalaronne.
- Le Bief de Vernisson traverse l'est et sépare la commune de Châtillon-sur-Chalaronne, il se jette dans la Chalaronne à Pontpeillon.
- Le Bief de Payon naît à Romans puis traverse les étangs Charbonnière et Putet situés à Châtillon. Il se jette dans la commune vers le Grand Treizé.

### Climat
Pour des articles plus généraux, voir Climat d'Auvergne-Rhône-Alpes et Climat de l'Ain.
En 2010, le climat de la commune est de type climat océanique dégradé des plaines du Centre et du Nord, selon une étude du CNRS s'appuyant sur une série de données couvrant la période 1971-2000. En 2020, Météo-France publie une typologie des climats de la France métropolitaine dans laquelle la commune est dans une zone de transition entre le climat semi-continental et le climat de montagne et est dans la région climatique Bourgogne, vallée de la Saône, caractérisée par un bon ensoleillement (1 900 h/an), un été chaud (18,5 °C), un air sec au printemps et en été et des vents faibles.
Pour la période 1971-2000, la température annuelle moyenne est de 11,3 °C, avec une amplitude thermique annuelle de 17,7 °C. Le cumul annuel moyen de précipitations est de 890 mm, avec 10 jours de précipitations en janvier et 7,4 jours en juillet. Pour la période 1991-2020, la température moyenne annuelle observée sur la station météorologique de Météo-France la plus proche, sur la commune de Baneins à 5 km à vol d'oiseau, est de 12,7 °C et le cumul annuel moyen de précipitations est de 880,2 mm,. Pour l'avenir, les paramètres climatiques de la commune estimés pour 2050 selon différents scénarios d'émission de gaz à effet de serre sont consultables sur un site dédié publié par Météo-France en novembre 2022.

### Voies de communication et transports

Carte des axes de communication.

#### Routes
- La route départementale D 7 traverse au nord du hameau de Clémenciat et relie Thoissey à Chalamont. En prenant l'ouest, les habitants peuvent rejoindre Dompierre-sur-Chalaronne et en prenant l'ouest, ils rejoignent Châtillon-sur-Chalaronne.
- La route départementale D 64 traverse au nord du Vieux-Bourg, elle relie Saint-Didier-sur-Chalaronne à l'ouest à Neuville-les-Dames à l'est. Elle permet de rejoindre les villages de Sulignat et d'Illiat.
- La route départementale D 64c relie les routes D 7 et D 64, c'est-à-dire que c'est la route qui reliait L'Abergement et Clémenciat. Elle traverse aujourd'hui le nouveau bourg.

## Urbanisme

### Typologie
Au 1er janvier 2024, L'Abergement-Clémenciat est catégorisée commune rurale à habitat dispersé, selon la nouvelle grille communale de densité à 7 niveaux définie par l'Insee en 2022.
Elle est située hors unité urbaine. Par ailleurs la commune fait partie de l'aire d'attraction de Châtillon-sur-Chalaronne, dont elle est une commune de la couronne,. Cette aire, qui regroupe 5 communes, est catégorisée dans les aires de moins de 50 000 habitants,.

### Occupation des sols
L'occupation des sols de la commune, telle qu'elle ressort de la base de données européenne d’occupation biophysique des sols Corine Land Cover (CLC), est marquée par l'importance des territoires agricoles (72,3 % en 2018), une proportion identique à celle de 1990 (72 %). La répartition détaillée en 2018 est la suivante : terres arables (56,5 %), forêts (24,1 %), prairies (9,9 %), zones agricoles hétérogènes (5,9 %), zones urbanisées (3,7 %).
L'évolution de l’occupation des sols de la commune et de ses infrastructures peut être observée sur les différentes représentations cartographiques du territoire : la carte de Cassini (XVIIIe siècle), la carte d'état-major (1820-1866) et les cartes ou photos aériennes de l'IGN pour la période actuelle (1950 à aujourd'hui).

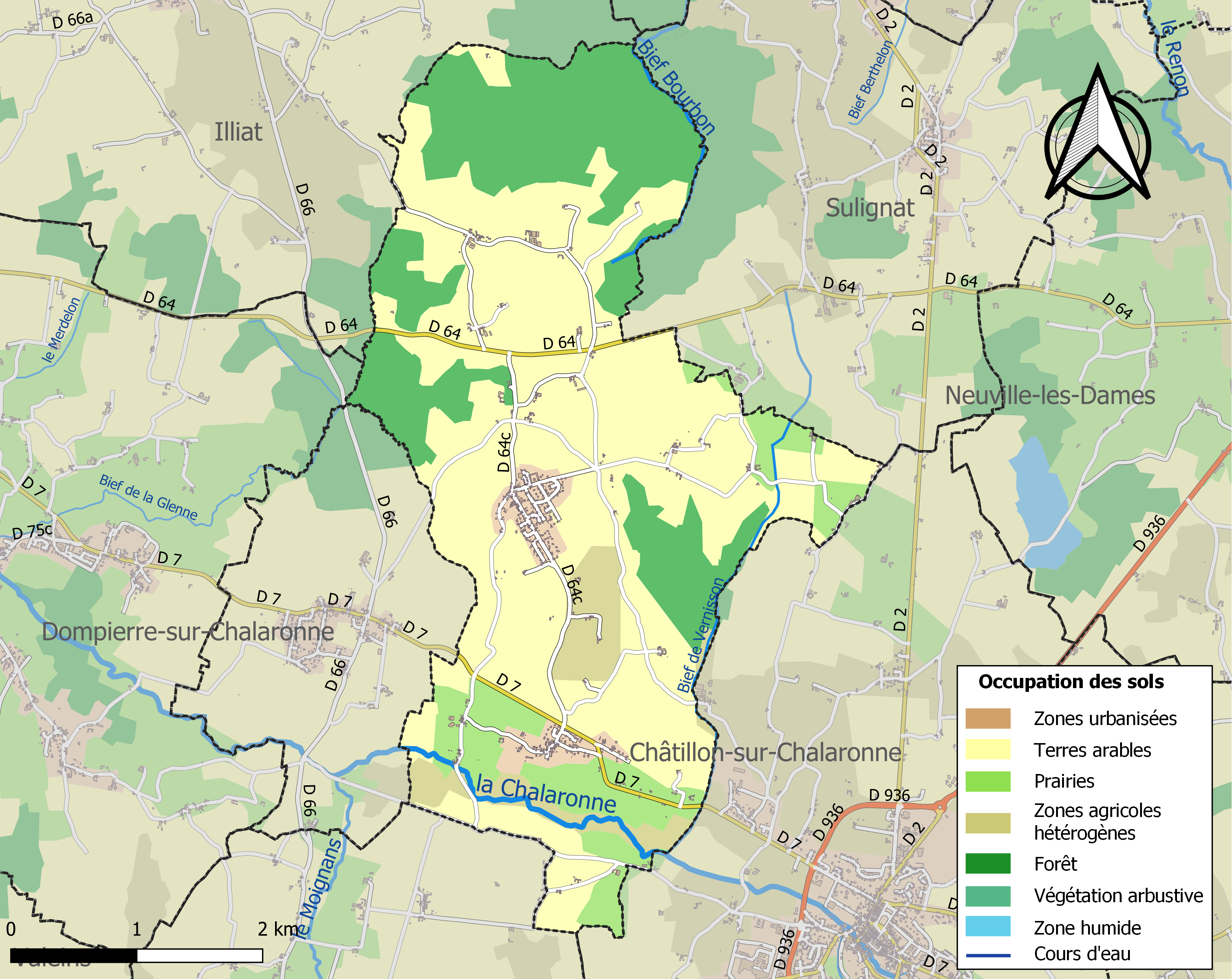
Carte des infrastructures et de l'occupation des sols de la commune en 2018 (CLC).

## Toponymie

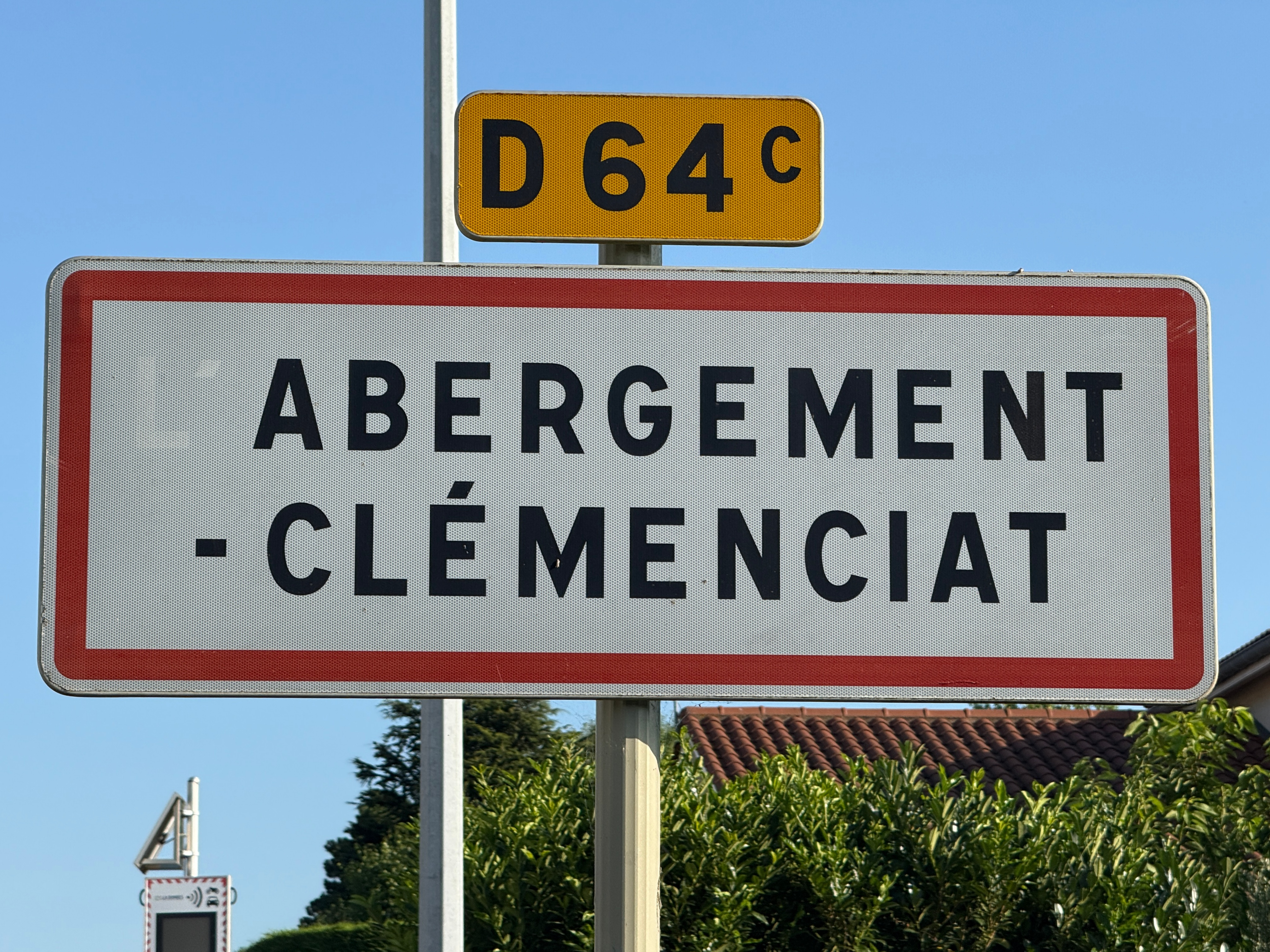
Panneau d'entrée du village. On peut voir que le L et l'apostrophe ont été effacés.

Le nom de L'Abergement-Clémenciat née de la fusion en 1857 des deux anciennes paroisses de l'Abergement et de Clémenciat, formant la commune.
On trouve aussi trois différentes orthographes de la commune : L'Abergement-Clémencia, Abergement-Clémenciat, Abergement-Clémencia.
Étant la première commune du premier département dans l'ordre alphabétique, elle porte le code commune insolite 01001, signifiant commune 001 du département 01.

### L'Abergement
En 1304, Albergamentum in Dombis est la première mention du village. En 1427, le nom utilisé pour se référer à la paroisse est Abbergamenti super Dombis alors qu'on utilise L'Abbergement vers 1536. D'après l'enquête Bouchu, L'Abergement est évoqué en 1670 et L'Abergement près la Dombe est cité en 1734 par la Description de Bourgogne. Le nom actuel de L'Abergement est inscrit en 1790 dans le Dénombrement de Bourgogne.
Le nom vient de l'ancien français herbergement, albergement, endroit où l'on logeait et nourrissait les voyageurs. En arpitan ancien, un Abergement était un territoire donné moyennant redevance annuelle par son suzerain à son vassal, paysan ou non. Ce mode de location à très long terme avait pour but de favoriser le défrichement des terres.
On trouve 4 communes dans l'Ain avec ce nom typique du Jura débordant également sur la Saône-et-Loire, la Côte-d'Or et le Doubs. Les trois autres noms sont Le Petit-Abergement, Le Grand-Abergement et L'Abergement-de-Varey. Il semble désigner des concessions agricoles à des colons du XIe au XVe siècle.

### Clémenciat

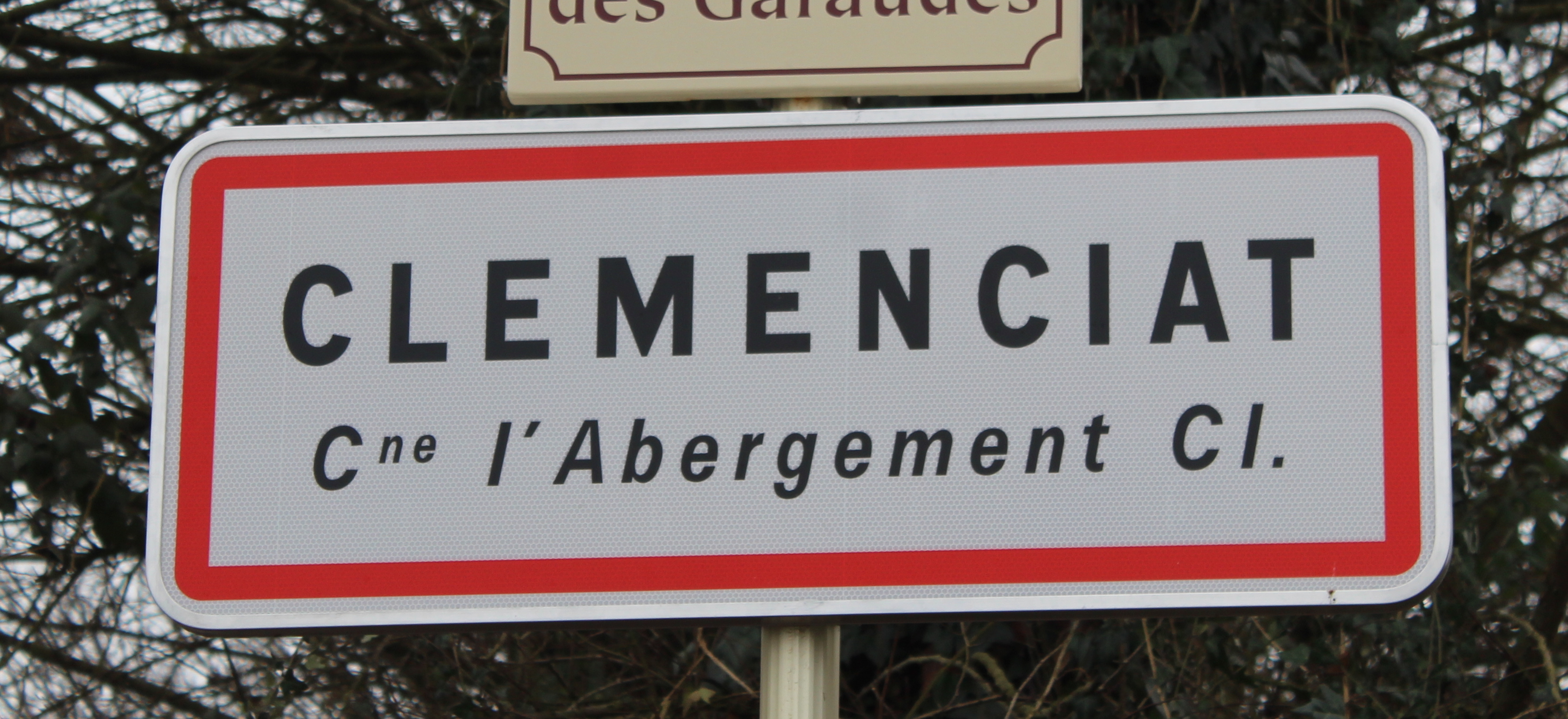
Panneau d'entrée du hameau.

L'origine latine de Clémenciat suggère la présence d'une implantation gallo-romaine. On trouve aussi l'orthographe Clémencia.
La première mention de l'ancien village se trouve dans le recueil de chartes de Cluny et date de 957, le nom utilisé est Clemenciacense. En 1250, le pouillé du diocèse de Lyon évoque Clemencie alors qu'on retrouve Clemenciacus en 1272. D'après le terrier de Peyzieux, Clemencia est le nom du village vers 1324.
Guichenon mentionne dans l'Histoire de Dombes le nom de Clemencia en Bresse en 1662. Après son intégration dans la commune de Châtillon-sur-Chalaronne, le nom du nouveau hameau devient Clémentia. En 1841, les cartes de l'État-Major évoquent Clémentiat.

## Histoire
Centre d'une très ancienne paroisse, Clémenciat est au milieu du Xe siècle le chef-lieu d'un ager. En 957, on relève : in agro Clemensiacense, in ipsa villa.
Au XIIe siècle, il est fait mention de l'église dédiée à saint Clair et saint Didier, et de la famille de Clémenciat. En 1146, il est fait mention d'un Ogier de Clémenciat.
En 1279, on trouve un certain Dominus Pontius de Clemencia miles, dans un acte d'hommage.
À l'extinction de la famille de Clémenciat, leur succèdent dans la zone les Chabeu qui établissent un nouveau site fortifié près de l'ancien centre paroissiale, celui de l'Abergement. La population aurait alors progressivement déserté Clémenciat au profit du nouvel établissement castral. Les premiers documents connus à ce jour qui font mention du site fortifié de l'Abergement datent quant à eux du début du XIVe siècle. Le fief est à cette époque la propriété de la famille de Chabeu. En 1372, le sire de Beaujeu (châtellenie de Thoissey) et le comte de Savoie (châtellenie de Châtillon) se disputent alors l'hommage de la seigneurie de l'Abergement.
C'est au XVIe siècle, qu'une nouvelle église sera construite à l'Abergement, placée sous le vocable de l'Assomption.
À la veille de la Révolution, Florent-Alexandre-Melchior de La Baume (né à Mâcon en 1736 et guillotiné à Paris en 1794), marquis de Saint-Martin, comte de Montrevel et baron de Lugny, est baron de L'Abergement.
Durant la Révolution française, les deux paroisses ainsi que la commune voisine de Sulignat intègrent Châtillon-les-Dombes. Le 10 juin 1857, la totalité du territoire de L'Abergement, la partie ouest de l'ancienne paroisse de Clémenciat et une partie de l'ancienne commune de Fleurieux rattachée à Châtillon-sur-Chalaronne forme la nouvelle commune à l'initiative d'Antoine-Élisée Munet, premier maire du village.
En 1862, plusieurs hectares de bois sont abattus pour construire le nouveau village au centre des deux anciennes paroisses. Ce site sera nommé Munetville en l'honneur du maire et inauguré en 1868.

## Politique et administration

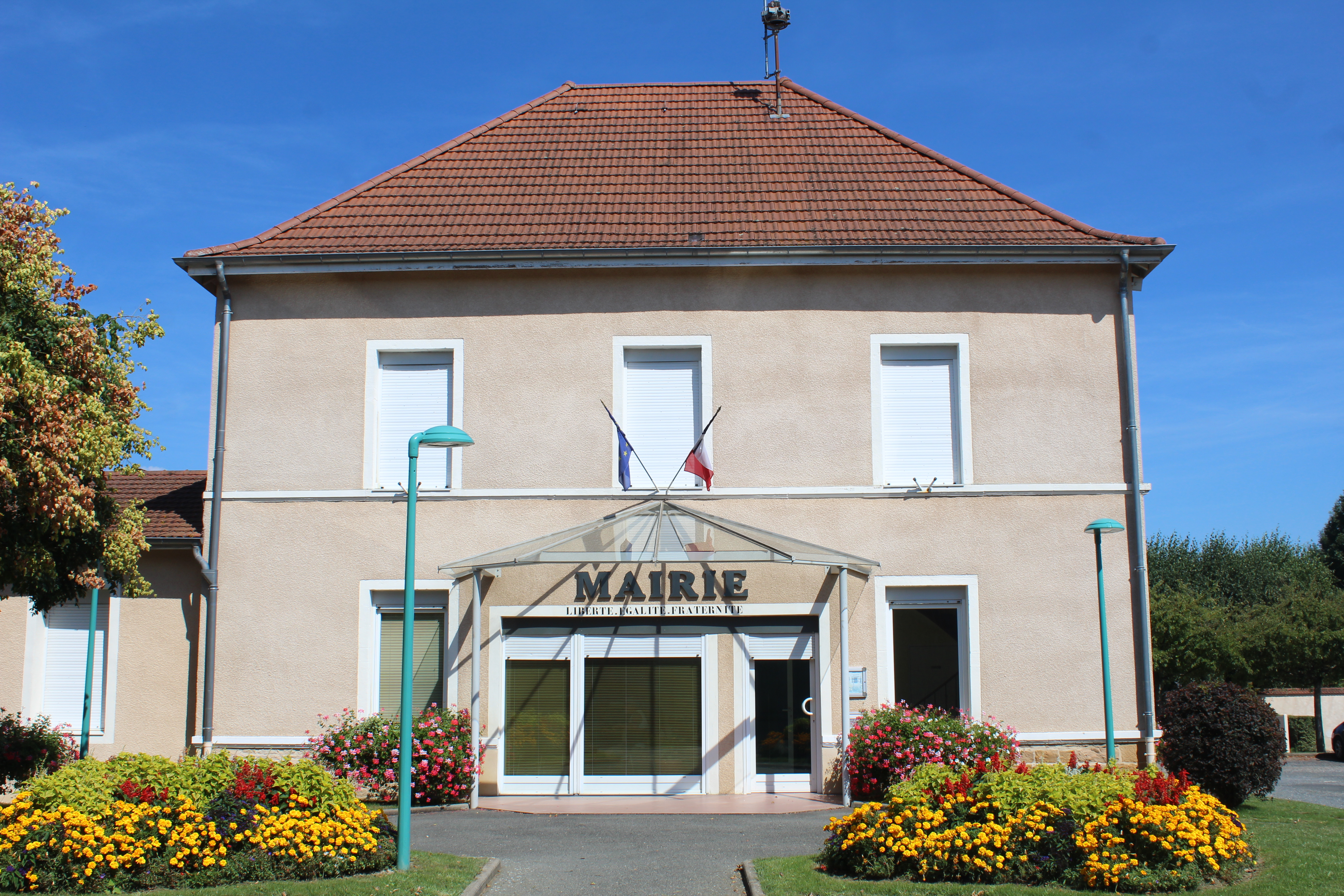
Mairie.

### Liste des maires
| Période | Période                   | Identité             | Étiquette | Qualité  |
| ------- | ------------------------- | -------------------- | --------- | -------- |
| 1857    | 1882                      | Antoine-Élisée Munet |           |          |
| 1882    | 1912                      | Melchior Munet       |           |          |
| 1912    | 1944                      | Élisée Munet         |           |          |
| 1944    | 1945                      | Paul Reverdy         |           |          |
| 1945    | 1945                      | Élisée Munet         |           |          |
| 1945    | 1947                      | Jean-Marie Beyoux    | Rad.      |          |
| 1947    | 1971                      | Joseph Jouard        |           |          |
| 1971    | 1997                      | René Perret          | SE        |          |
| 1997    | 2008                      | Jean-Claude Rigaud   |           |          |
| 2008    | En cours (au 26 mai 2020) | Daniel Boulon        | SE        | Retraité |

### Tendances et résultats politiques
- Élection présidentielle de 2002 : 77,21 % pour Jacques Chirac (RPR), 22,79 % pour Jean-Marie Le Pen (FN), 82,95 % de participation[24].

## Population et société

### Démographie

#### Évolution démographique
L'évolution du nombre d'habitants est connue à travers les recensements de la population effectués dans la commune depuis 1793. Pour les communes de moins de 10 000 habitants, une enquête de recensement portant sur toute la population est réalisée tous les cinq ans, les populations de référence des années intermédiaires étant quant à elles estimées par interpolation ou extrapolation. Pour la commune, le premier recensement exhaustif entrant dans le cadre du nouveau dispositif a été réalisé en 2006.
En 2022, la commune comptait 859 habitants, en évolution de +11,99 % par rapport à 2016 (Ain : +5,15 %, France hors Mayotte : +2,11 %).
| 1793 | 1861 | 1866 | 1872 | 1876 | 1881 | 1886 | 1891 | 1896 |
| ---- | ---- | ---- | ---- | ---- | ---- | ---- | ---- | ---- |
| 232  | 569  | 556  | 620  | 604  | 605  | 622  | 594  | 572  |

| 1901 | 1906 | 1911 | 1921 | 1926 | 1931 | 1936 | 1946 | 1954 |
| ---- | ---- | ---- | ---- | ---- | ---- | ---- | ---- | ---- |
| 637  | 629  | 560  | 566  | 543  | 540  | 506  | 471  | 424  |

| 1962 | 1968 | 1975 | 1982 | 1990 | 1999 | 2006 | 2011 | 2016 |
| ---- | ---- | ---- | ---- | ---- | ---- | ---- | ---- | ---- |
| 407  | 347  | 368  | 477  | 579  | 728  | 811  | 780  | 767  |

| 2021 | 2022 | - | - | - | - | - | - | - |
| ---- | ---- | - | - | - | - | - | - | - |
| 832  | 859  | - | - | - | - | - | - | - |

#### Pyramide des âges
En 2021, le taux de personnes d'un âge inférieur à 30 ans s'élève à 31,1 %, soit en dessous de la moyenne départementale (35,3 %). À l'inverse, le taux de personnes d'âge supérieur à 60 ans est de 26,8 % la même année, alors qu'il est de 24,3 % au niveau départemental.
En 2021, la commune comptait 423 hommes pour 409 femmes, soit un taux de 50,84 % d'hommes, légèrement supérieur au taux départemental (49,35 %).
Les pyramides des âges de la commune et du département s'établissent comme suit :
| Hommes | Classe d’âge | Femmes |
| ------ | ------------ | ------ |
| 0,7    | 90 ou +      | 0,7    |
| 7,7    | 75-89 ans    | 8,4    |
| 17,2   | 60-74 ans    | 18,8   |
| 23,5   | 45-59 ans    | 24,1   |
| 17,7   | 30-44 ans    | 19,1   |
| 11,2   | 15-29 ans    | 12,8   |
| 21,9   | 0-14 ans     | 16,1   |

| Hommes | Classe d’âge | Femmes |
| ------ | ------------ | ------ |
| 0,6    | 90 ou +      | 1,6    |
| 6,3    | 75-89 ans    | 8,1    |
| 15,5   | 60-74 ans    | 16,2   |
| 21     | 45-59 ans    | 20,4   |
| 19,8   | 30-44 ans    | 19,8   |
| 16,4   | 15-29 ans    | 15     |
| 20,4   | 0-14 ans     | 18,9   |

### Enseignement

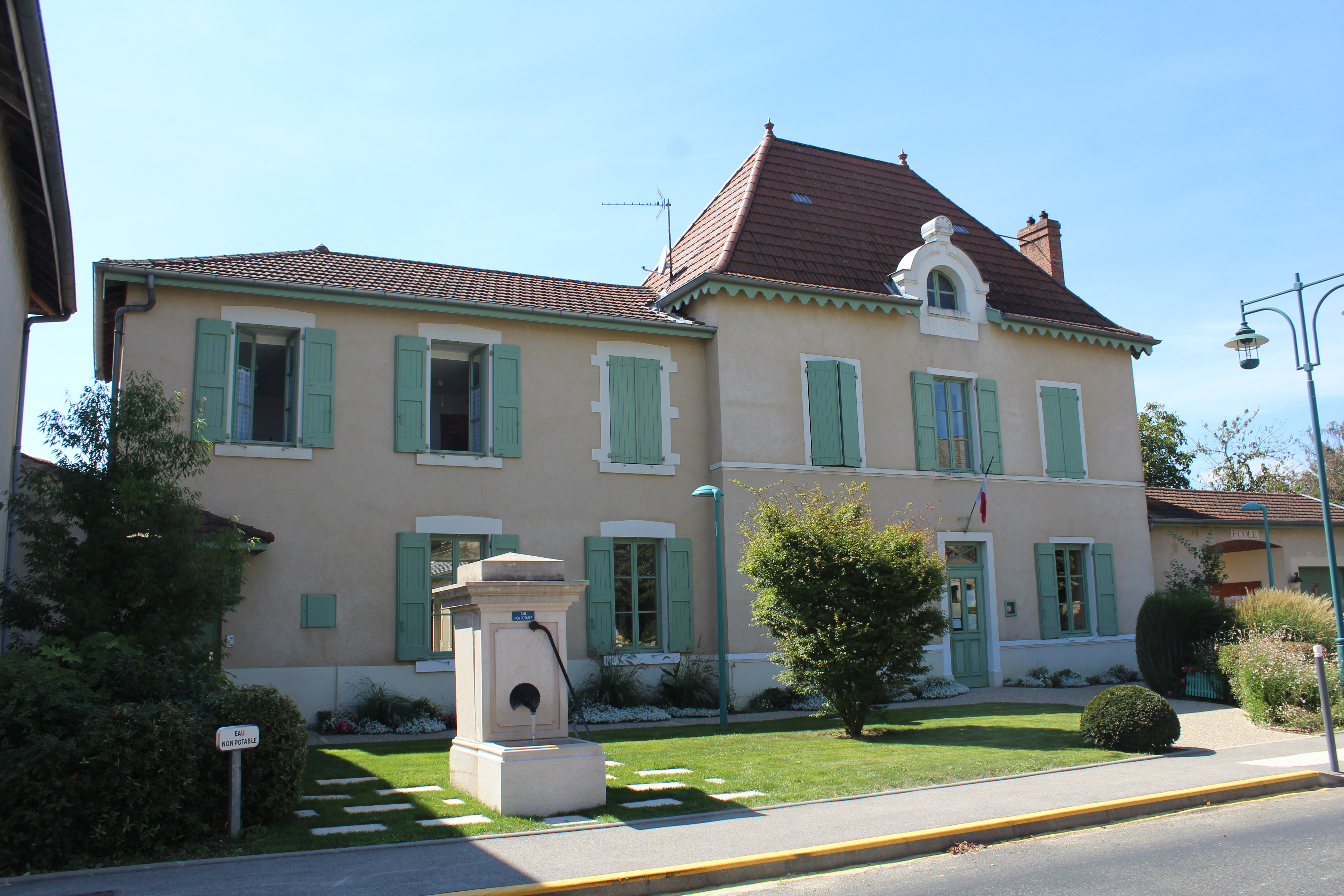
Bâtiment principal de l'école qui accueillait la mairie.

L'école regroupe les élèves de la commune de la petite section jusqu'au CM2. Ils sont répartis dans trois classes. Les élèves de cette école passant en 6e sont dirigés au collège Eugène Dubois de Châtillon-sur-Chalaronne.

### Sports
Près du cimetière, on trouve un boulodrome.

### Médias locaux
- Le journal Le Progrès propose une édition locale aux communes de l'Ain. Il paraît du lundi au dimanche et traite des faits divers, des évènements sportifs et culturels au niveau local, national, et international.
- Le journal Voix de l'Ain est un hebdomadaire publié les vendredis qui propose des informations locales pour les différentes régions du département de l'Ain.
- La chaîne France 3 Rhône Alpes Auvergne est disponible dans la région.

## Culture locale et patrimoine

### Lieux et monuments
- Site médiéval du Vieux Bourg, motte avec basse-cour surélevée au lieu-dit Abergement. Il ne subsiste, au XXIe siècle, du château de l'Abergement que des ruines. On y voit les restes des murs d’enceinte du XIVe siècle bâtis par les sires de Chabeu. Il fait l’objet d’un classement au titre des monuments historiques par arrêté du 18 novembre 1994[31]. En 1576 et 1612 elle est citée la « Tour Chabeu »[32].
- Mottes castrales. À la fin du XIXe siècle on signalait quatre mottes dans la commune[32] :
  - motte castrale de la Féole[Note 5],[Note 6], au nord de la ferme éponyme. Sur un plan géométral du XVIIIe siècle un château est représenté ;
  - motte castrale de la Pouape ou le Péage[Note 7], à 150 mètres à l'est de la Nicolière. Une visite pastorale de 1636 fait mention de la chapelle du Péage.
- Château moderne du Vieux Bourg, construit en 1700 et remanié au XIXe siècle.
- Église Notre-Dame-de-l'Assomption de style néogothique, construite au XIXe siècle, sous la direction de Louis-Auguste Boileau, architecte à Paris, auteur de Saint-Eugéne et de plusieurs autres églises construites[33] avec une ossature en fonte.
- Chapelle de la Servette édifiée dans le bois de Saint-Lazare, était un lieu de pèlerinage pour les maladies des jeunes enfants.
- Monument aux morts, en face de l'église, en l'honneur des soldats du village morts au combat.

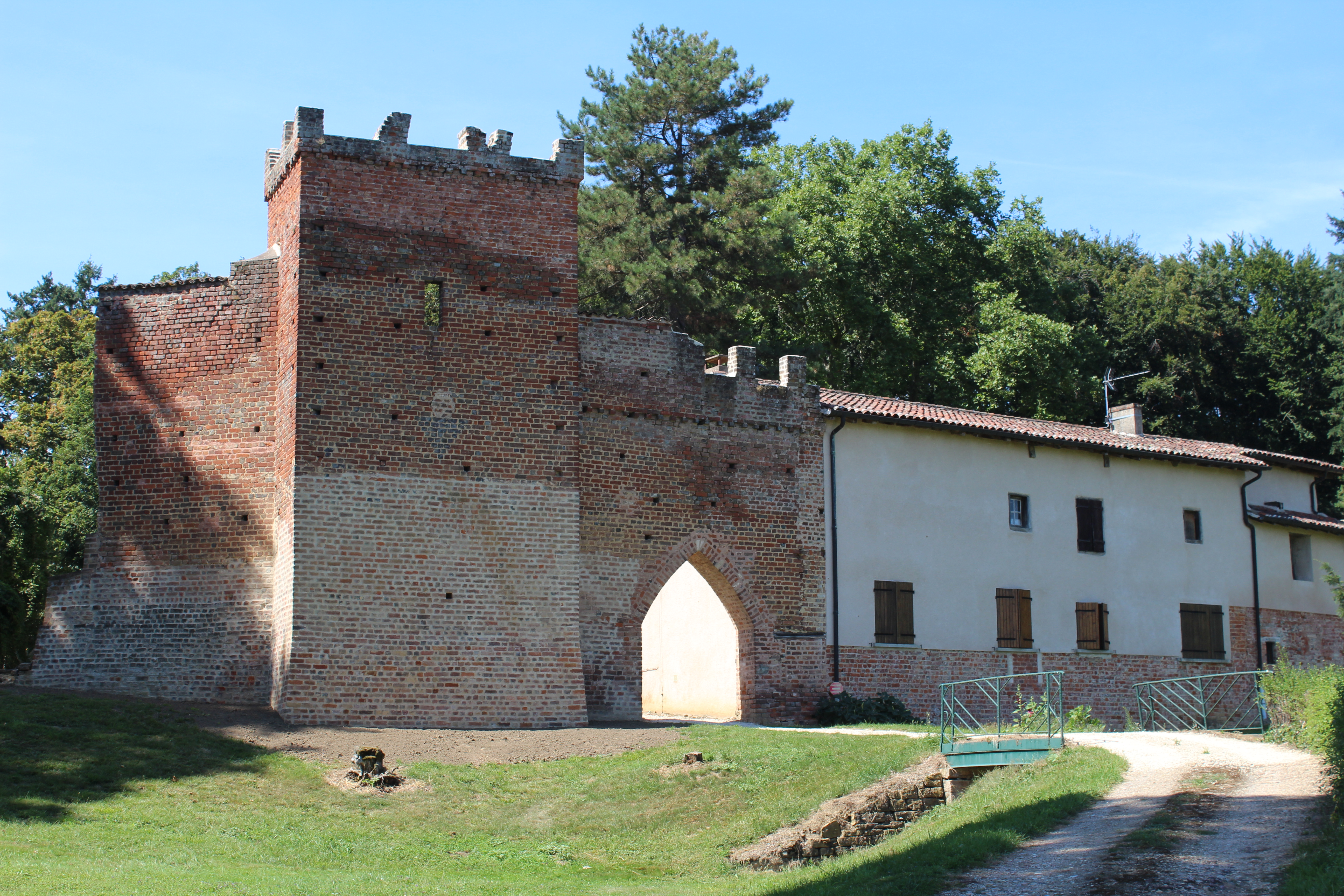
Vieux bourg.
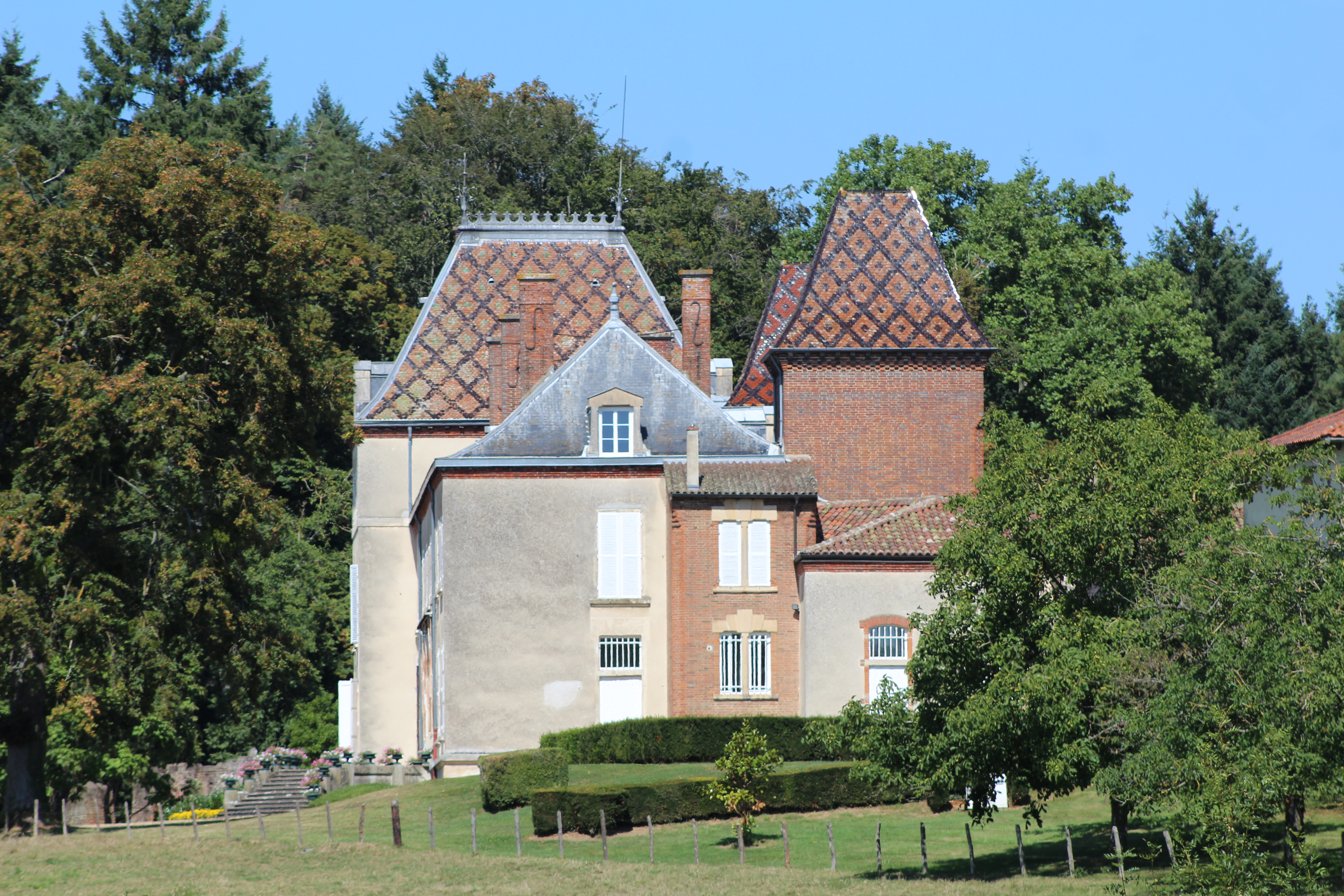
Château Munet.
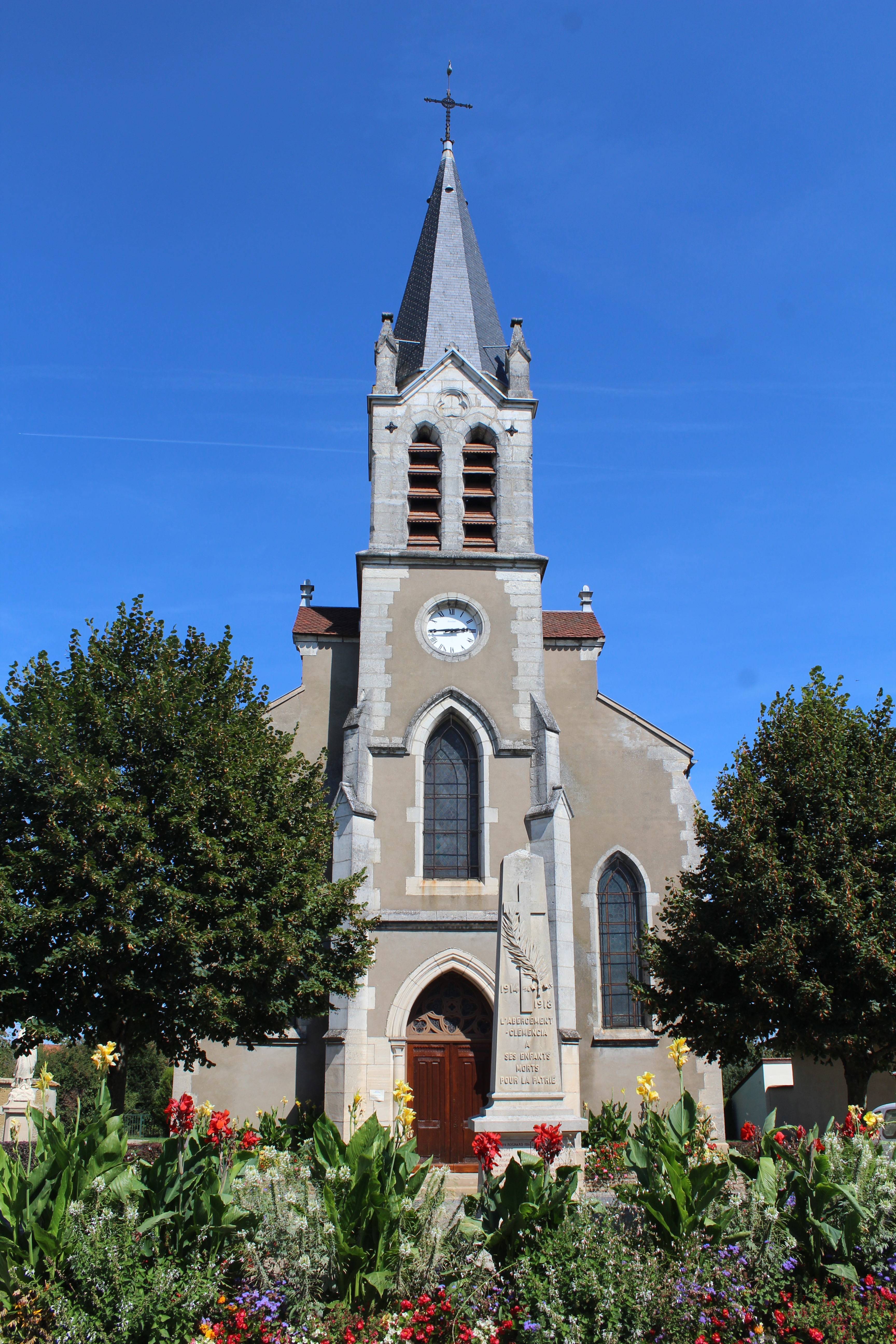
Église du XIXe siècle.
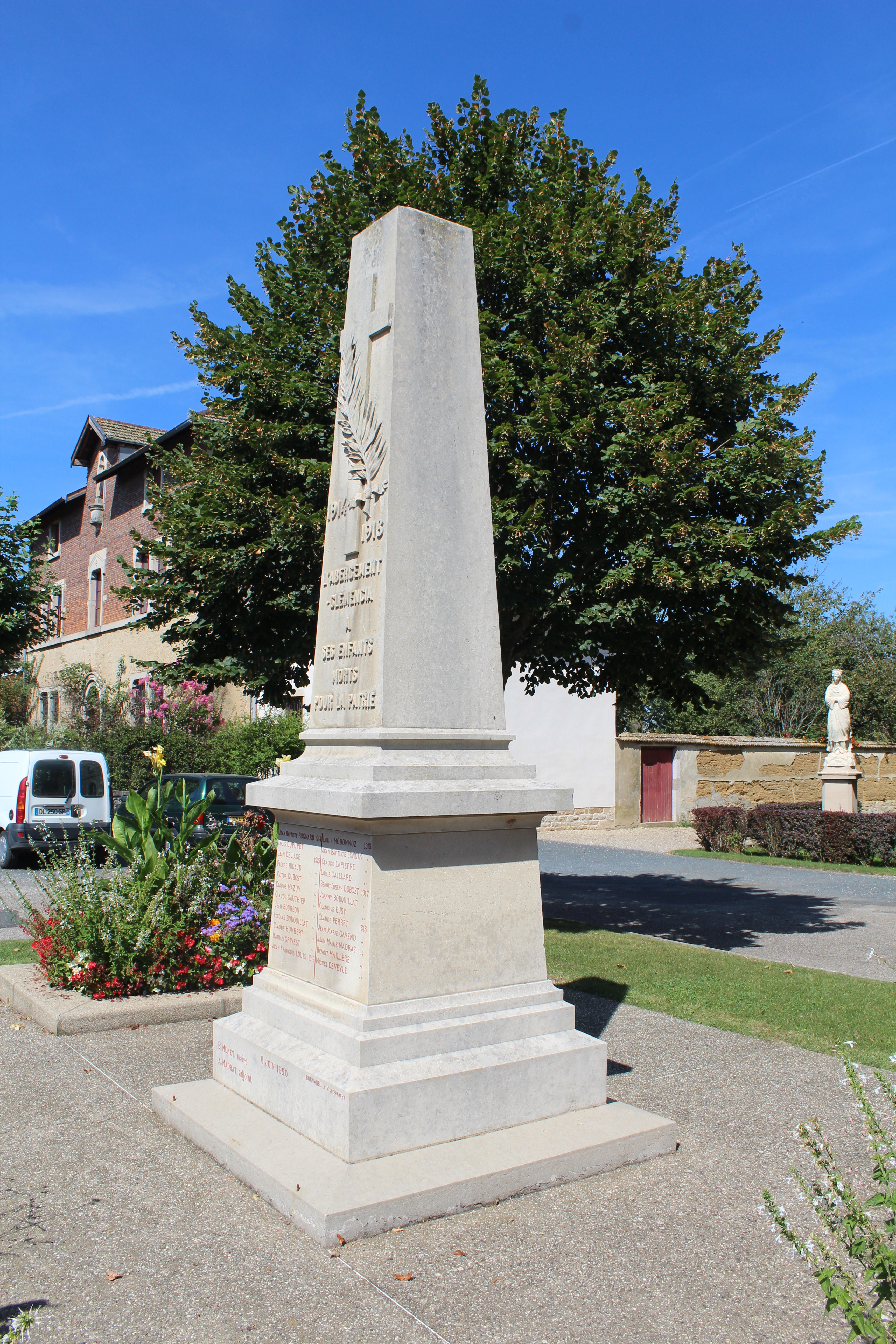
Monument aux morts.

### Personnalités liées à la commune
- André Gastier (1791-1868), député de l'Ain, est mort dans la commune.

### Gastronomie
Sa localisation entre Bresse et Dombes confère au village une grande diversité gastronomique.
Les spécialités culinaires sont celles de la région bressane, c'est-à-dire la volaille de Bresse, les gaudes, la galette bressane, les gaufres bressanes, la fondue bressane. Les autres spécialités, celles de la Dombes, sont les cuisses de grenouille, le canard ou certains poissons comme la carpe.
La commune se situe dans l'aire géographique de l'AOC Crème et beurre de Bresse. Une partie du territoire fait partie de l'aire géographique de l'AOC Volailles de Bresse.
Elle a aussi l'autorisation de produire le vin IGP Coteaux de l'Ain (sous les trois couleurs, rouge, blanc et rosé).